# Бірса Карфагенська

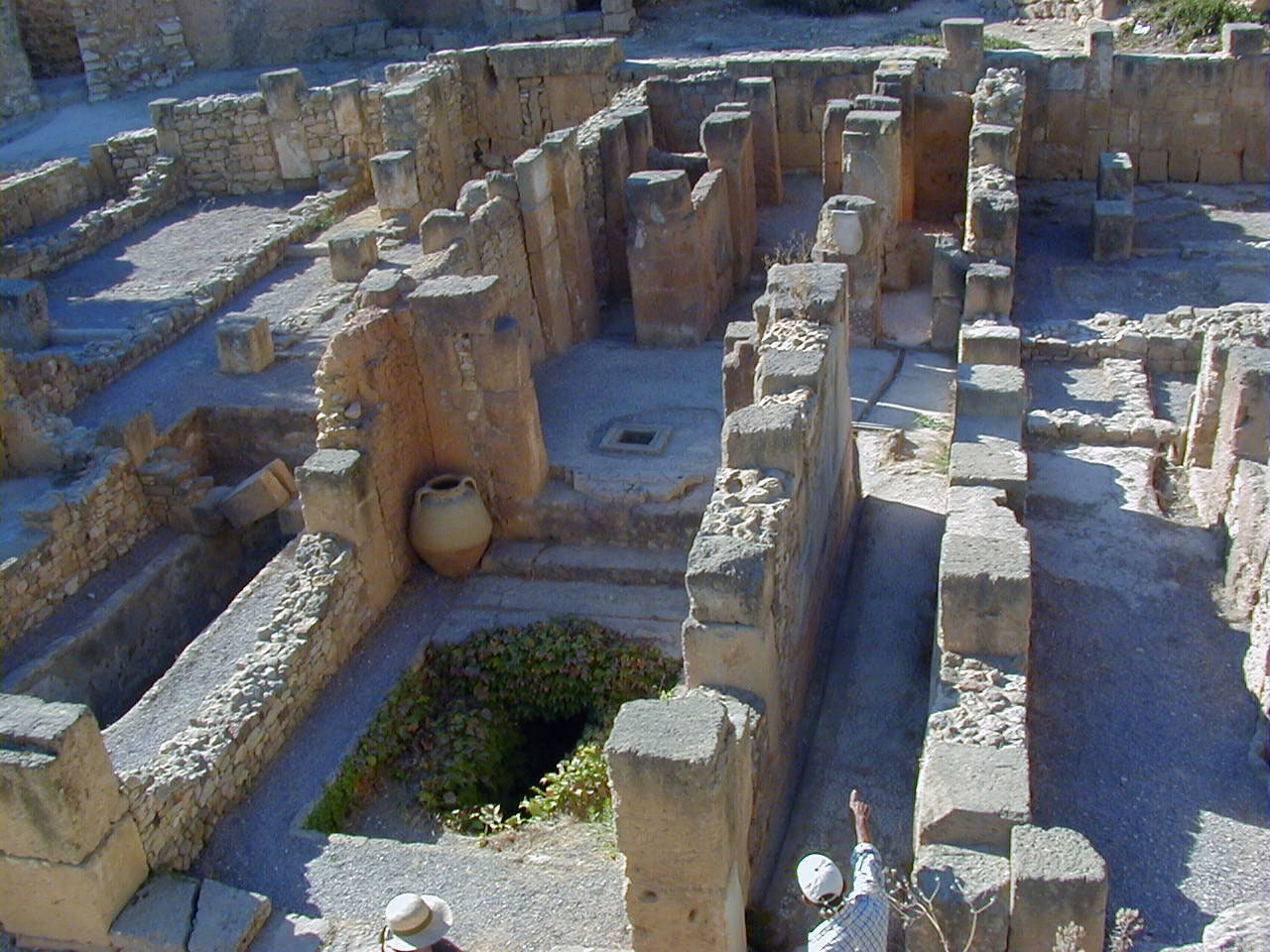
Залишки пунічної забудови Бірси

36°51′08″ пн. ш. 10°19′26″ сх. д. / 36.85222° пн. ш. 10.32389° сх. д.
36°51′08″ пн. ш. 10°19′26″ сх. д. / 36.85222222° пн. ш. 10.32388889° сх. д.
Бірса — назва міської цитаделі Карфагена і пагорбу, на якому вона була розташована. Швидше за все походить від фінікійського слова, що позначає фортецю або ж міське укріплення. Водночас співзвучність імені пагорбу з дав.-гр. βυρσα — «бича шкіра» — сприяла популярності легенди про заснування Карфагена, згідно з якою максії дозволили фінікійським переселенцям зайняти землі не більше, аніж її вкриє бича шкіра, а мудра царівна Елісса розрізала шкіру на смужки і зв'язаною з них мотузкою відмежувала цілий пагорб, на якому і заснувала цитадель нового міста.

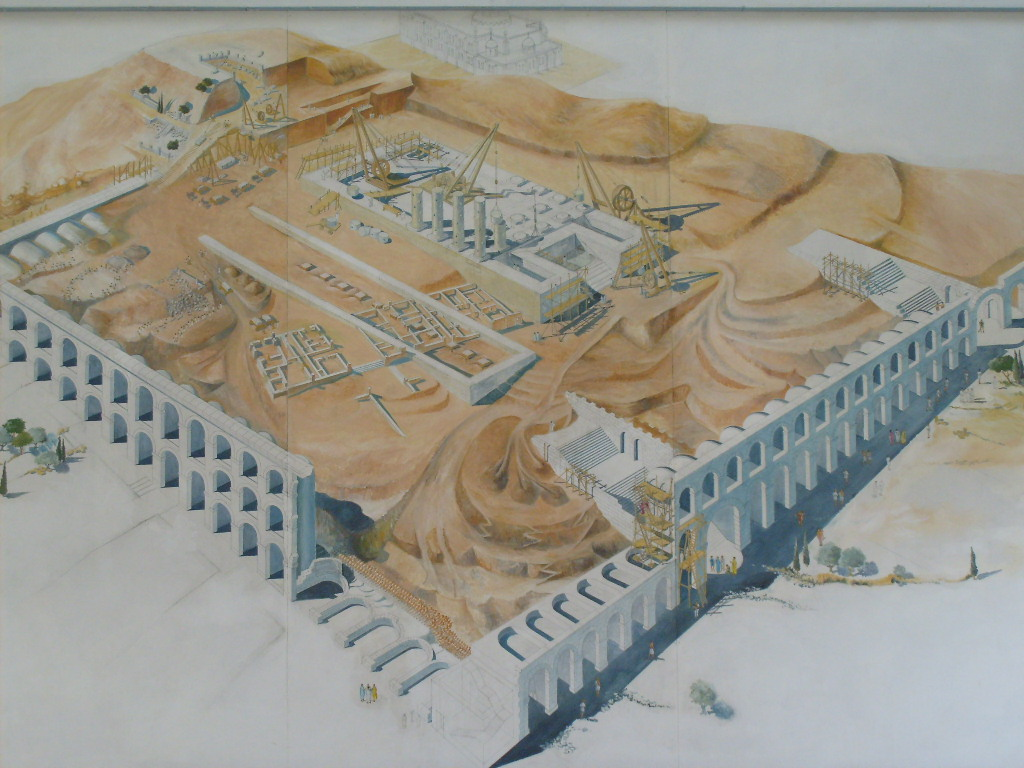
Схема реконструкції Бірси під час будівництва римської колонії Юлія Карфагенська

З огляду на відстань, що відділяє пагорб від узбережжя, чимало дослідників впевнені, що Бірса була забудована не під час заснування міста, а пізніше. Водночас стратегічне розташування Бірси вимагало принаймні контролю першопоселенців на пагорбом.
З ранньої доби на Бірсі, окрім укріплень, знаходився храм Ешмуна і цвинтар, за часів розквіту Карфагена пагорб забудовувався й житлом. Бірса стала останнім притулком містян під час штурму Карфагена римлянами у 146 р. до н. е.
Під час будівництва римської колонії Юлія Карфагенська верхівка пагорбу була зрита, натомість роль Бірси як «верхнього міста» Карфагена була повністю відновлена.